# (73553) 2003 QH30
(73553) 2003 QH30 – planetoida z pasa głównego asteroid okrążająca Słońce w ciągu 4,59 lat w średniej odległości 2,76 j.a. Odkryta 22 sierpnia 2003 roku.